# ترمالتیک
ترمالتیک (انگلیسی: Thermaltake) شرکت سخت‌افزار رایانه تایوانی است، که در سال ۱۹۹۹ تأسیس شد.